# برايان روبنسون (لاعب كريكت)
برايان روبنسون (22 نوفمبر 1967 في أستراليا - ) (بالإنجليزية: Brian Robinson)‏ هو لاعب كريكت أسترالي. لعب مع فريق تسمانيا للكريكت.

## وصلات خارجية
- برايان روبنسون على موقع إي آس بي آن كريك إنفو (الإنجليزية)